# Golden Globe-galan 2020

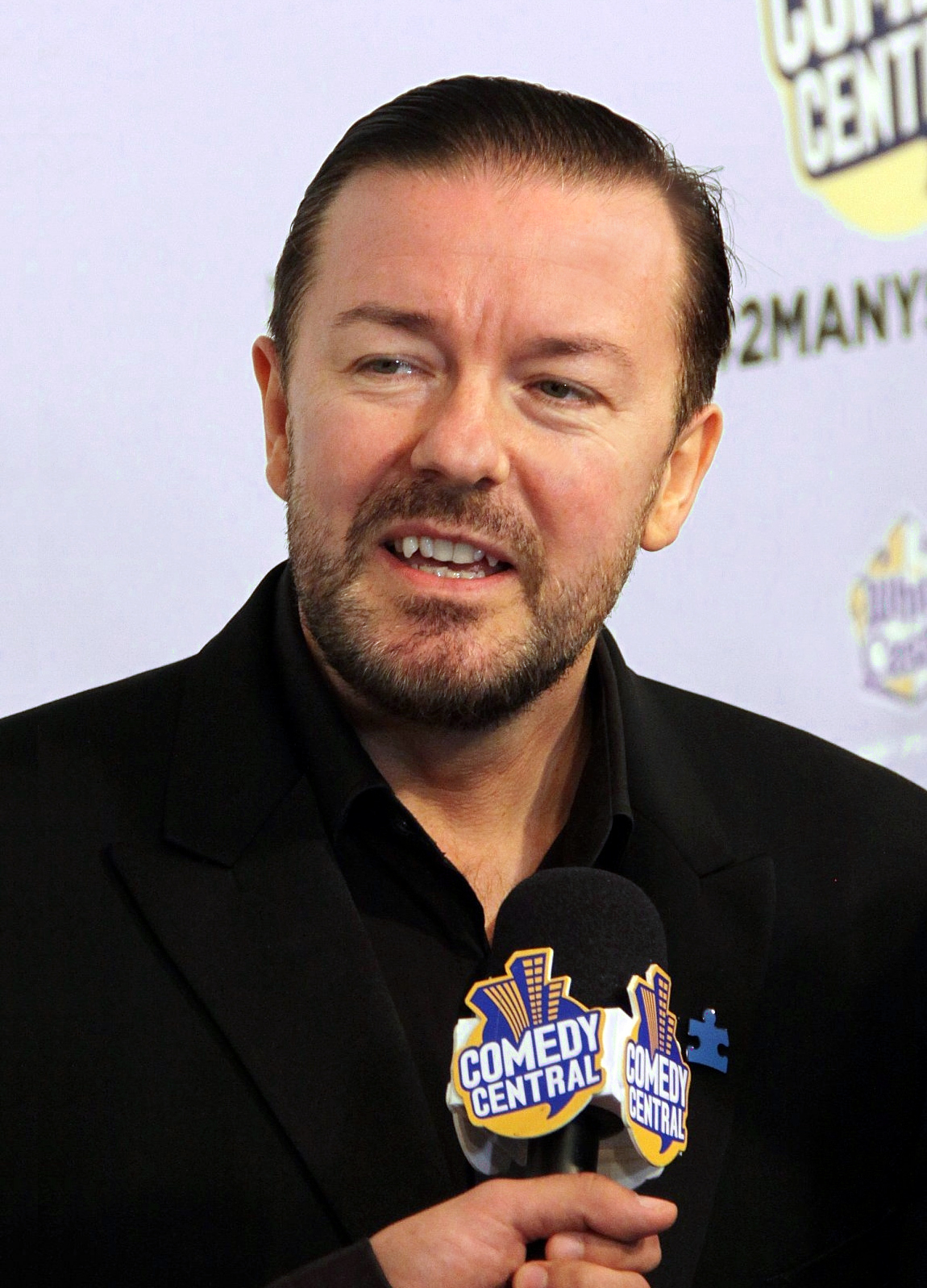
Årets värd Ricky Gervais.

Golden Globe-galan 2020 var den 77:e upplagan av Golden Globe Awards som belönade insatser i filmer och TV-produktioner från 2019 och sändes från Beverly Hilton Hotel i Beverly Hills, Kalifornien den 5 januari 2020 av NBC. Ricky Gervais var årets värd för femte gången.
Svensken Stellan Skarsgård belönades med Bästa manliga biroll i en TV-serie, miniserie eller TV-film för Chernobyl.

## Vinnare och nominerade
Nomineringarna tillkännagavs den 9 december 2019 av Tim Allen, Dakota Fanning och Susan Kelechi Watson. Vinnarna listas i fetstil.

### Filmer
| Bästa film (drama) - 1917 - The Irishman - Joker - Marriage Story - The Two Popes | Bästa film (musikal eller komedi) - Once Upon a Time in Hollywood - Dolemite Is My Name - Jojo Rabbit - Knives Out - Rocketman |
| Bästa manliga huvudroll (drama) - Joaquin Phoenix – Joker - Christian Bale – Le Mans '66 - Antonio Banderas – Smärta och ära - Adam Driver – Marriage Story - Jonathan Pryce – The Two Popes                                        | Bästa kvinnliga huvudroll (drama) - Renée Zellweger – Judy - Cynthia Erivo – Harriet - Scarlett Johansson – Marriage Story - Saoirse Ronan – Unga kvinnor - Charlize Theron – Bombshell – När tystnaden bryts |
| Bästa manliga huvudroll (musikal eller komedi) - Taron Egerton – Rocketman - Daniel Craig – Knives Out - Roman Griffin Davis – Jojo Rabbit - Leonardo DiCaprio – Once Upon a Time in Hollywood - Eddie Murphy – Dolemite Is My Name | Bästa kvinnliga huvudroll (musikal eller komedi) - Awkwafina – The Farewell - Ana de Armas – Knives Out - Cate Blanchett – Var blev du av Bernadette - Beanie Feldstein – Booksmart - Emma Thompson – Late Night |
| Bästa manliga biroll - Brad Pitt – Once Upon a Time in Hollywood - Tom Hanks – A Beautiful Day in the Neighborhood - Anthony Hopkins – The Two Popes - Al Pacino – The Irishman - Joe Pesci – The Irishman                          | Bästa kvinnliga biroll - Laura Dern – Marriage Story - Kathy Bates – Richard Jewell - Annette Bening – The Report - Jennifer Lopez – Hustlers - Margot Robbie – Bombshell – När tystnaden bryts |
| Bästa regi - Sam Mendes – 1917 - Bong Joon-ho – Parasit - Todd Phillips – Joker - Martin Scorsese – The Irishman - Quentin Tarantino – Once Upon a Time in Hollywood                                                                | Bästa manus - Quentin Tarantino – Once Upon a Time in Hollywood - Noah Baumbach – Marriage Story - Bong Joon-ho och Han Jin-won – Parasit - Anthony McCarten – The Two Popes - Steven Zaillian – The Irishman |
| Bästa filmmusik - Hildur Guðnadóttir – Joker - Alexandre Desplat – Unga kvinnor - Randy Newman – Marriage Story - Thomas Newman – 1917 - Daniel Pemberton – Motherless Brooklyn                                                     | Bästa sång - "(I'm Gonna) Love Me Again" (Elton John och Bernie Taupin) – Rocketman - "Beautiful Ghosts" (Taylor Swift och Andrew Lloyd Webber) – Cats - "Into the Unknown" (Kristen Anderson-Lopez och Robert Lopez) – Frost 2 - "Spirit" (Beyoncé, Timothy McKenzie och Ilya Salmanzadeh) – Lejonkungen - "Stand Up" (Joshuah Brian Campbell och Cynthia Erivo) – Harriet |
| Bästa animerade film - Mysteriet om Herr Länk - Frost 2 - Draktränaren 3 - Lejonkungen - Toy Story 4 | Bästa utländska film - Parasit (Sydkorea) - The Farewell (USA) - Les Misérables (Frankrike) - Smärta och ära (Spanien) - Porträtt av en kvinna i brand (Frankrike) |

### Filmer med flera vinster
| Vinster | Film                          |
| ------- | ----------------------------- |
| 3       | Once Upon a Time in Hollywood |
| 2       | 1917                          |
| 2       | Joker                         |
| 2       | Rocketman                     |

### Filmer med flera nomineringar
| Nomineringar | Film                            |
| ------------ | ------------------------------- |
| 6            | Marriage Story                  |
| 5            | The Irishman                    |
| 5            | Once Upon a Time in Hollywood   |
| 4            | Joker                           |
| 4            | The Two Popes                   |
| 3            | 1917                            |
| 3            | Knives Out                      |
| 3            | Parasit                         |
| 3            | Rocketman                       |
| 2            | Bombshell – När tystnaden bryts |
| 2            | Dolemite Is My Name             |
| 2            | The Farewell                    |
| 2            | Frost 2                         |
| 2            | Harriet                         |
| 2            | Jojo Rabbit                     |
| 2            | The Lion King                   |
| 2            | Smärta och ära                  |
| 2            | Unga kvinnor                    |

### Television
| Bästa TV-serie (drama) - Succession - Big Little Lies - The Crown - Killing Eve - The Morning Show | Bästa TV-serie (musikal eller komedi) - Fleabag - Barry - The Kominsky Method - The Marvelous Mrs. Maisel - The Politician |
| Bästa miniserie eller TV-film - Chernobyl - Catch-22 - Fosse/Verdon - The Loudest Voice - Unbelievable | |
| Bästa manliga huvudroll i en TV-serie (drama) - Brian Cox – Succession - Kit Harington – Game of Thrones - Rami Malek – Mr. Robot - Tobias Menzies – The Crown - Billy Porter – Pose                            | Bästa kvinnliga huvudroll i en TV-serie (drama) - Olivia Colman – The Crown - Jennifer Aniston – The Morning Show - Jodie Comer – Killing Eve - Nicole Kidman – Big Little Lies - Reese Witherspoon – The Morning Show                                                   |
| Bästa manliga huvudroll i en TV-serie (musikal eller komedi) - Ramy Youssef – Ramy - Michael Douglas – The Kominsky Method - Bill Hader – Barry - Ben Platt – The Politician - Paul Rudd – Living with Yourself | Bästa kvinnliga huvudroll i en TV-serie (musikal eller komedi) - Phoebe Waller-Bridge – Fleabag - Christina Applegate – Dead to Me - Rachel Brosnahan – The Marvelous Mrs. Maisel - Kirsten Dunst – On Becoming a God in Central Florida - Natasha Lyonne – Russian Doll |
| Bästa manliga huvudroll i en miniserie eller TV-film - Russell Crowe – The Loudest Voice - Christopher Abbott – Catch-22 - Sacha Baron Cohen – The Spy - Jared Harris – Chernobyl - Sam Rockwell – Fosse/Verdon | Bästa kvinnliga huvudroll i en miniserie eller TV-film - Michelle Williams – Fosse/Verdon - Kaitlyn Dever – Unbelievable - Joey King – The Act - Helen Mirren – Catherine the Great - Merritt Wever – Unbelievable                                                       |
| Bästa manliga biroll i en TV-serie, miniserie eller TV-film - Stellan Skarsgård – Chernobyl - Alan Arkin – The Kominsky Method - Kieran Culkin – Succession - Andrew Scott – Fleabag - Henry Winkler – Barry    | Bästa kvinnliga biroll i en TV-serie, miniserie eller TV-film - Patricia Arquette – The Act - Helena Bonham Carter – The Crown - Toni Collette – Unbelievable - Meryl Streep – Big Little Lies - Emily Watson – Chernobyl                                                |

### Serier med flera vinster
| Vinster | Serie      |
| ------- | ---------- |
| 2       | Chernobyl  |
| 2       | Fleabag    |
| 2       | Succession |

### Serier med flera nomineringar
| Nomineringar | Serie                     |
| ------------ | ------------------------- |
| 4            | Chernobyl                 |
| 4            | The Crown                 |
| 4            | Unbelievable              |
| 3            | Barry                     |
| 3            | Big Little Lies           |
| 3            | Fleabag                   |
| 3            | Fosse/Verdon              |
| 3            | The Kominsky Method       |
| 3            | The Morning Show          |
| 3            | Succession                |
| 2            | The Act                   |
| 2            | Catch-22                  |
| 2            | Killing Eve               |
| 2            | The Loudest Voice         |
| 2            | The Marvelous Mrs. Maisel |
| 2            | The Politician            |

### Cecil B. DeMille Award
- Tom Hanks[5]

### Carol Burnett Award
- Ellen DeGeneres[6]